# موريس ليهي
موريس ليهي (بالإنجليزية: Maurice Leahy)‏ هو لاعب قذف أيرلندي، ولد في 1952 في Causeway, County Kerry ‏ في جمهورية أيرلندا.